# 林滝野
林 滝野（はやし たきの、1877年（明治10年） - 1966年（昭和41年）4月3日）は、山口県佐波郡徳地町（現在の山口市徳地）出身の雑誌編集者。雑誌「明星」の初期の編集発行人。与謝野鉄幹、正富汪洋の妻。

## 経歴

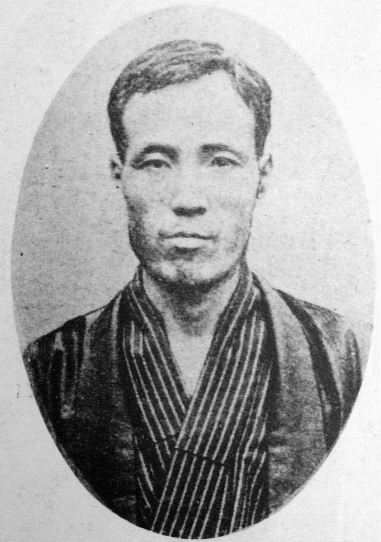
最初の夫の与謝野鉄幹

1877年（明治10年）、山口県佐波郡徳地町（現在の山口市徳地伊賀地新田）にある旧家に生まれた。父親は林小太郎。私立徳山女学校の在学中には教員だった与謝野鉄幹に処女を捧げ、教師と女生徒の間の恋愛関係に陥った。年配者が多かった徳山女学校の教員の中で、鉄幹は数少ない若手教員だった。滝野は16歳だった1893年（明治26年）に徳山女学校を卒業している。
林小太郎は鉄幹が林家の養子になるなら結婚を認めるつもりだったが、田舎住まいなどまっぴらごめんの鉄幹は小太郎の申し出を拒否。1899年（明治32年）10月、滝野と鉄幹は家族の反対を押し切って駆け落ちし、東京府麹町区上6番地に新居を構えた。こうして滝野は鉄幹の2度目の妻となると、1900年（明治33年）には鉄幹とともに雑誌「明星」を創刊、初期の編集発行人の一人になった。「明星」には林家の資金援助も加わっており、滝野の父・小太郎はいたいけな娘の純潔を散らした鉄幹を憎しみながらも、滝野の夢を支援していたことがわかる。
1900年（明治33年）には滝野と鉄幹の間に男児の萃（あつむ）が生まれた。息子の誕生で鉄幹の浮気性が落ち着くかと思いきや、1900年（明治33年）には妻帯者の鉄幹に熱烈な恋心を抱く鳳晶子が現れた。晶子は鉄幹とすぐに肉体関係を結んだ。世間は泥棒猫に夫を略奪された滝野に同情的だったが、滝野は鉄幹に愛想を尽かして1901年（明治34年）に離婚が成立している。
その後、萃を連れて自身より4歳若い正富汪洋と結婚した。このとき正富が住んでいた丸山福山町4番地の家は樋口一葉の元居宅であり、その後森田草平もここに住んでいた。

## 文学碑
1979年（昭和54年）11月3日には与謝野鉄幹の研究者と地元住民らによって、林滝野の出生地に文学碑が建立された。堀口大学による碑文「詩天九重、与門大学」が刻まれている。